# Haoua Issa
Haoua Issa (às vezes chamada Haoua Zaley) (1925/27 - 23 de setembro de 1990) foi uma cantora nigerina.
Issa era uma das nobres Koirategui do Reino Dosso, estando relacionada a um de seus zarmakoy, Alpha Atta. Ela escolheu seguir uma carreira como cantora de louvor, um papel geralmente ocupado por griots, considerado uma classe inferior; isso levou a uma brecha de longa data com outros membros de sua família. Tornou-se famosa por suas habilidades no gênero zaley e tornou-se bastante abastada como resultado de suas performances, descobrindo como fez uma audiência na sociedade masculina nigerina das décadas de 1940 e 1950. Acredita-se que ela tenha sido o primeiro músico nigerino a se beneficiar das leis de direitos autorais do país. Aposentou-se de cantar na década de 1960. Sua semelhança foi apresentada em um selo postal do Níger em 1992.